# Justerare
Justerare var en av staten antagen person för justering av bland annat mått och vikter.  För justerardistrikt, som omfattade ett eller flera län, kunde också, en av justerarna i distriktet förordnas till justeringskontrollör, vilken det ålåg bland annat att genom jämförelse med kontrollikare undersöka riktigheten av egna och andra justerares arbetslikare. Justering av så kallade precisionsmått och -vikter, brännvinsprovningsinstrument, vissa slag av areometrar och termometrar verkställdes från den 1 januari 1910 hos Mynt- och justeringsverket, som hade överinseende över justeringsväsendet.